# PARADISE (KEYTALKのアルバム)
『PARADISE』（パラダイス）は、KEYTALKの通算4枚目のオリジナルアルバム。2017年3月15日にGetting Betterから発売された。

## 概要
前作『HOT!』から2年ぶりのオリジナルアルバム。DVDが付属される初回限定盤A、初回限定盤B、CDのみの通常盤の3形態で発売された。
収録曲「Summer Venus」にはMVが制作されており、MVの監督は3枚目のシングル「MONSTER DANCE」、9枚目のシングル「Love me」、10枚目のシングル「ASTRO」のMVを撮った田辺秀伸で、「Love me」から続く3部作の完結編となっている。
オリコンウィークリーチャートで前作の初動売り上げと最高位を共に上回っており、自己最高記録となった。
2017年7月20日から9月10日にかけて行われた「夏フェスティバル♪KEYTOBU」と題した東武鉄道とのコラボレーションにより、東武東上本線上福岡駅の下りホーム1番線で収録曲「Summer Venus」が発車メロディとして使われた。

## 収録曲

### CD
1. Summer Venus
作詞・作曲：首藤義勝
2. ASTRO
作詞・作曲：首藤義勝
メジャー10thシングル。
3. ダウンロードディスコ
作詞・作曲：小野武正
4. MATSURI BAYASHI
作詞・作曲：寺中友将
メジャー8thシングル。
5. パラサイト
作詞・作曲：小野武正
6. HELLO WONDERLAND
作詞・作曲：首藤義勝
メジャー7thシングル。
7. 秘密
作詞・作曲：八木優樹
8. 森羅万象
作詞・作曲：小野武正
9. HOROBIRO
作詞・作曲：八木優樹
10. Love me
作詞・作曲：首藤義勝
メジャー9thシングル。
11. STAY
作詞・作曲：寺中友将
12. Combat Song
作詞・作曲：八木優樹
メジャー7thシングルのカップリング。
13. boys & girls
作詞・作曲：首藤義勝
メジャー8thシングルのカップリング。
14. story
作詞・作曲：寺中友将
15. ミルクティーは恋の味
作詞・作曲：首藤義勝
日本テレビ系「PON!」エンディングテーマ[6]。
16. スターリングスター
作詞・作曲：首藤義勝
メジャー6thシングル。
17. Oh!En!Ka!
作詞・作曲：寺中友将
2017年1月1日発売の配信シングル。TBS系「ニューイヤー駅伝2017」テーマソング[7]。「熊本城マラソン2017」大会公式テーマソング[8]。

### DVD（初回限定盤Aのみ）
- 「KEYTALKワンマンツアー 3年K組お祭り先生〜『先生！義勝君の給食費がありません！』〜」 2016.7.14 at STUDIO COAST ライブ映像| #   | タイトル                    | 作詞 | 作曲・編曲 |
| --- | --------------------------- | ---- | ---------- |
| 1.  | 「HELLO WONDERLAND」        |      |            |
| 2.  | 「sympathy」                |      |            |
| 3.  | 「Combat Song」             |      |            |
| 4.  | 「KARAKURI夢ドキュメント」  |      |            |
| 5.  | 「night focus」             |      |            |
| 6.  | 「YGB」                     |      |            |
| 7.  | 「赤いサイコロのMAYAKASHI」 |      |            |
| 8.  | 「boys & girls」            |      |            |
| 9.  | 「wasted」                  |      |            |
| 10. | 「MATSURI BAYASHI」         |      |            |
| 11. | 「One side grilled meat」   |      |            |
| 12. | 「MONSTER DANCE」           |      |            |
| 13. | 「YURAMEKI SUMMER」         |      |            |
| 14. | 「桜花爛漫」                |      |            |

### DVD（初回限定盤Bのみ）
- ドキュメントDVD「KEYTALK Activity Report Documentary 2016」